# Linea Sankō
La linea Sankō (三江線?, Sankō-sen) è una linea ferroviaria regionale che collega la città di Miyoshi, nella prefettura di Hiroshima a alla stazione di Gōtsu, nella città omonima della prefettura di Shimane. La linea è a scartamento ridotto, non elettrificata e a binario singolo. È gestita dalla West Japan Railway Company (JR West). 
A causa della bassa frequentazione, dovuta al passaggio in aree poco popolate, JR West ha annunciato la chiusura della linea a partire dal 1º aprile 2018.

## Servizi
La linea è interessata da traffico locale, vede il passaggio di 4-5 coppie di treni al giorno a seconda della sezione.

## Stazioni
| Stazione        | Giapponese | Distanza interst. | Distanza totale | Collegamenti             | Posizione     | Posizione |
| --------------- | ---------- | ----------------- | --------------- | ------------------------ | ------------- | --------- |
| Gōtsu           | 江津       | -                 | 0.0             | Linea principale San'in  | Gōtsu         | Shimane   |
| Gōtsu Honmachi  | 江津本町   | 1.1               | 1.1             |                          | Gōtsu         | Shimane   |
| Chigane         | 千金       | 2.4               | 3.3             |                          | Gōtsu         | Shimane   |
| Kawahira        | 川平       | 3.7               | 7.0             |                          | Gōtsu         | Shimane   |
| Kawado          | 川戸       | 6.9               | 13.9            |                          | Gōtsu         | Shimane   |
| Tazu            | 田津       | 5.4               | 19.3            |                          | Gōtsu         | Shimane   |
| Iwami Kawagoe   | 石見川越   | 3.0               | 22.3            |                          | Gōtsu         | Shimane   |
| Shikaga         | 鹿賀       | 3.5               | 25.8            |                          | Gōtsu         | Shimane   |
| Inbara          | 因原       | 3.1               | 28.9            |                          | Kawamoto Ōchi | Shimane   |
| Iwami Kawamoto  | 石見川本   | 3.7               | 32.6            |                          | Kawamoto Ōchi | Shimane   |
| Kirohara        | 木路原     | 2.0               | 34.6            |                          | Kawamoto Ōchi | Shimane   |
| Take            | 竹         | 3.0               | 37.6            |                          | Misato Ōchi   | Shimane   |
| Onbara          | 乙原       | 2.2               | 39.8            |                          | Misato Ōchi   | Shimane   |
| Iwami Yanaze    | 石見簗瀬   | 2.9               | 42.7            |                          | Misato Ōchi   | Shimane   |
| Akatsuka        | 明塚       | 2.3               | 45.0            |                          | Misato Ōchi   | Shimane   |
| Kasubuchi       | 粕淵       | 3.1               | 48.1            |                          | Misato Ōchi   | Shimane   |
| Hamahara        | 浜原       | 2.0               | 50.1            |                          | Misato Ōchi   | Shimane   |
| Sawadani        | 沢谷       | 3.7               | 53.8            |                          | Misato Ōchi   | Shimane   |
| Ushio           | 潮         | 5.8               | 59.6            |                          | Misato Ōchi   | Shimane   |
| Iwami Matsubara | 石見松原   | 3.2               | 62.8            |                          | Misato Ōchi   | Shimane   |
| Iwami Tsuga     | 石見都賀   | 5.6               | 68.4            |                          | Misato Ōchi   | Shimane   |
| Uzui            | 宇都井     | 6.4               | 74.8            |                          | Ōnan Ōchi     | Shimane   |
| Ikawashi        | 伊賀和志   | 3.4               | 78.2            |                          | Miyoshi       | Hiroshima |
| Kuchiba         | 口羽       | 1.5               | 79.7            |                          | Ōnan Ōchi     | Shimane   |
| Gōbira          | 江平       | 3.6               | 83.2            |                          | Ōnan Ōchi     | Shimane   |
| Sakugiguchi     | 作木口     | 1.7               | 84.9            |                          | Ōnan Ōchi     | Shimane   |
| Kōyodo          | 香淀       | 4.8               | 89.7            |                          | Miyoshi       | Hiroshima |
| Shikijiki       | 式敷       | 3.6               | 93.3            |                          | Akitakata     | Hiroshima |
| Nobuki          | 信木       | 1.8               | 95.1            |                          | Akitakata     | Hiroshima |
| Tokorogi        | 所木       | 1.9               | 97.0            |                          | Akitakata     | Hiroshima |
| Funasa          | 船佐       | 1.4               | 98.4            |                          | Akitakata     | Hiroshima |
| Nagatani        | 長谷       | 2.2               | 100.6           |                          | Miyoshi       | Hiroshima |
| Awaya           | 粟屋       | 2.5               | 103.1           |                          | Miyoshi       | Hiroshima |
| Ozekiyama       | 尾関山     | 3.0               | 106.1           |                          | Miyoshi       | Hiroshima |
| Miyoshi         | 三次       | 2.0               | 108.1           | Linea Geibi Linea Fukuen | Miyoshi       | Hiroshima |

## Materiale rotabile
- Automotrice KiHa 120